# فلات اویمیاکون
فلات اویمیاکون (روسی: Оймяконское плоскогорье) یک فلات در استان یاقوتستان کشور روسیه است.